# The Lead with Jake Tapper

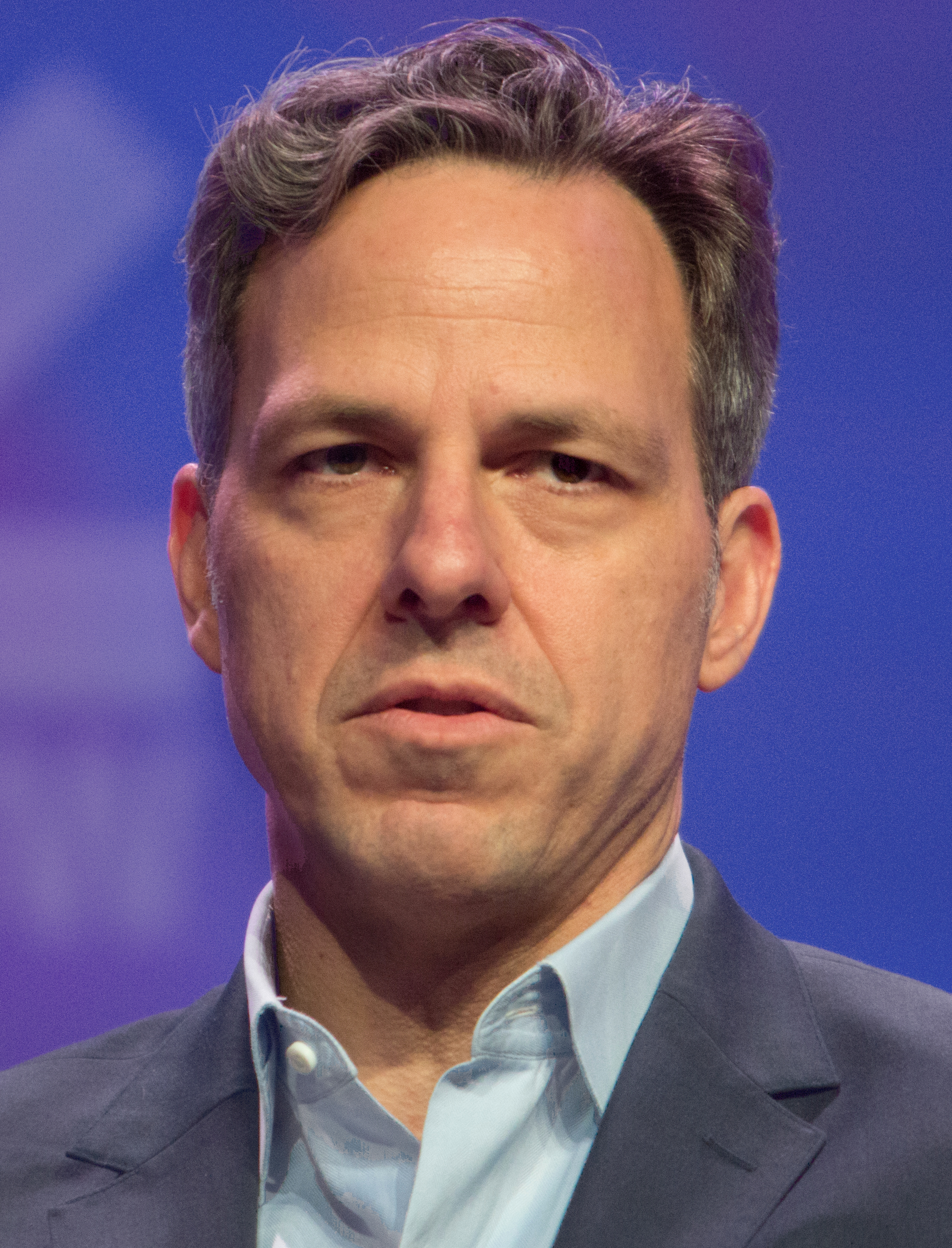
Jake Tapper, 2017

The Lead with Jake Tapper ist eine US-amerikanische Nachrichtensendung des Senders CNN mit dem Moderator Jake Tapper. 
Die Sendung wird montags bis freitags bei dem Sender CNN am Nachmittag von 16:00 bis 17:00 Uhr (EST) ausgestrahlt, bei CNN International am Abend von 22:00 bis 23:00 Uhr (MEZ).
The Lead with Jake Tapper wird nicht im Time Warner Center in New York City produziert, wo ein Großteil des Programms hergestellt wird, sondern wird live aus dem CNN-Studio in Washington, D.C. gesendet.
Die Sendung nimmt laut Selbstbeschreibung für sich in Anspruch die „täglichen Top-Nachrichten aus den USA und der ganzen Welt“ aus den Bereichen Politik, Finanzen, Sport und Popkultur zu behandeln.
Der Sendungstitel leitet sich von der journalistischen Ausdrucksform Lead-Stil ab.